# Dircenna loreta
Espèce
Dircenna loreta est un insecte lépidoptère  de la famille des Nymphalidae, de la sous-famille des Danainae et du genre Dircenna.

## Dénomination
Dircenna loreta a été décrit par Richard Haensch en 1903.

### Sous-espèces
- Dircenna loreta loreta; présent en Équateur
- Dircenna loreta  acreana d'Almeida, 1950; présent au Brésil
- Dircenna loreta melini Bryk, 1953; présent au Pérou
- Dircenna loreta ssp ; présent au Brésil [1].

## Description
Dircenna loreta est un papillon d'une envergure de 65 mm à 78 mm, au corps à abdomen mince, aux ailes translucides à apex arrondi avec les ailes antérieures beaucoup plus longues que les ailes postérieures et à bord interne concave,. Les ailes sont  translucides veinées et bordées de gris.

## Écologie et distribution
Dircenna loreta est présent en Équateur, en Colombie, au Brésil et au Pérou,,.

### Protection
Pas de statut de protection particulier.